# Селкірк (Манітоба)
Селкі́рк (англ. City of Selkirk) — місто в області Інтерлейк, в провінції Манітоба в Канаді.

## Історія

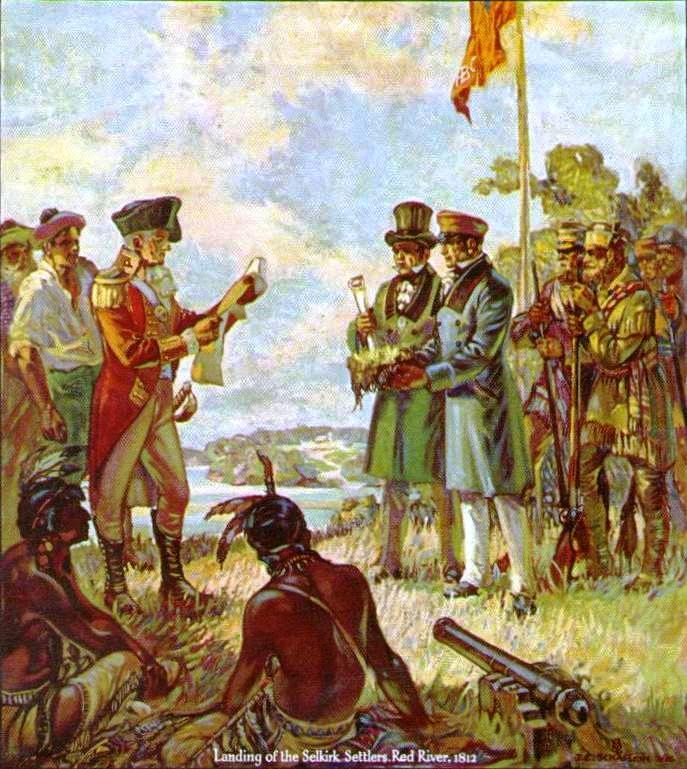
Ред-Рівер, 1812 рік

Місто засноване в 1882 році та назване на честь шотландця Томаса Дугласа, п'ятого графа Селкірка, який викупив земельну ділянку площею 530 тисяч км² у Hudson's Bay Company і профінансував створення першої колонії на березі річки Ред-Рівер в 1813 році.

## Географія і клімат
Місто розташоване на заході долини річки Ред-Рівер, на кордоні канадських прерій.
Клімат помірно-континентальний. Яскраво виражені 4 сезони. Температура влітку в районі 20 °С, взимку — близько -15,7 °C. Випадає в середньому 510 мм опадів, в тому числі снігопади з листопада по квітень.
| Клімат Селкірка             | Клімат Селкірка | Клімат Селкірка | Клімат Селкірка | Клімат Селкірка | Клімат Селкірка | Клімат Селкірка | Клімат Селкірка | Клімат Селкірка | Клімат Селкірка | Клімат Селкірка | Клімат Селкірка | Клімат Селкірка | Клімат Селкірка |
| Показник                    | Січ.            | Лют.            | Бер.            | Квіт.           | Трав.           | Черв.           | Лип.            | Серп.           | Вер.            | Жовт.           | Лист.           | Груд.           | Рік             |
| Абсолютний максимум, °C     | 6,1             | 8,5             | 17,5            | 34,0            | 36,5            | 38,5            | 36,1            | 38,0            | 37,5            | 28,0            | 22,2            | 9,0             | 38,5            |
| Середній максимум, °C       | −12,8           | −8,4            | −1,1            | 9,7             | 18,5            | 22,9            | 25,5            | 24,6            | 18,0            | 10,3            | −1,2            | −9,8            | 8,0             |
| Середня температура, °C     | −17,5           | −13,3           | −5,9            | 4,1             | 12,4            | 17,3            | 19,3            | 18,7            | 12,5            | 5,5             | −4,9            | −14,1           | 2,9             |
| Середній мінімум, °C        | −22,1           | −18,2           | −10,7           | −1,5            | 6,2             | 11,6            | 14,1            | 12,8            | 7,0             | 0,7             | −8,5            | −18,5           | −2,3            |
| Абсолютний мінімум, °C      | −41,1           | −45,6           | −33,3           | −23,9           | −10             | −2,2            | 2,8             | 2,0             | −6,7            | −18             | −35             | −37,8           | −45,6           |
| Норма опадів, мм            | 16.0            | 11.3            | 21.8            | 26.0            | 56.6            | 93.0            | 79.6            | 74.5            | 57.5            | 35.6            | 23.7            | 14.7            | 510.4           |
| --------------------------- | --------------- | --------------- | --------------- | --------------- | --------------- | --------------- | --------------- | --------------- | --------------- | --------------- | --------------- | --------------- | --------------- |
| Джерело: Environment Canada |                 |                 |                 |                 |                 |                 |                 |                 |                 |                 |                 |                 |                 |

## Економіка і туризм

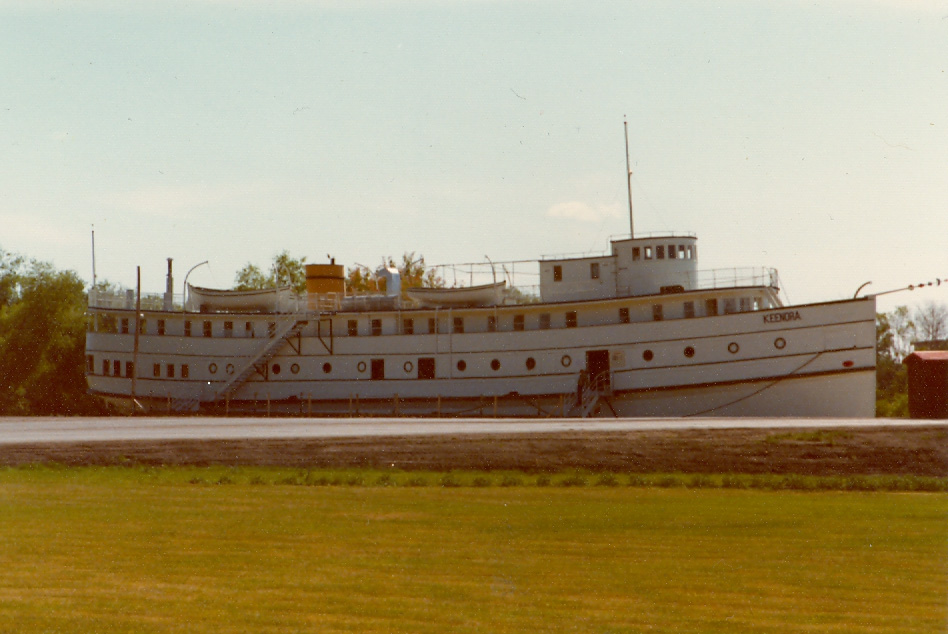
Морський музей Манітоби

Основними напрямками економічної діяльності міста є:
- Туризм, в першу чергу — рибальський;
- Металургійна промисловість — металургійний комбінат «The Manitoba Rolling Mills» компанії «Gerdau»;
- Медицина — найбільша в провінції Манітоба психіатрична лікарня «The Selkirk Mental Health Centre».

У місті розташовані Морський музей Манітоби і частина Канадської берегової охорони. Видається 3 місцеві періодичні ЗМІ.
| Канада | Це незавершена стаття з географії Канади. Ви можете допомогти проєкту, виправивши або дописавши її. |